# Laura Malmivaara
Laura Pauliina Malmivaara (Kajaani, 26 octobre 1973) est une actrice, chanteuse, photographe finlandaise.